# فرودگاه نایتموت
 فرودگاه نایتموت (به انگلیسی: Nightmute Airport) یک فرودگاه همگانی با کد یاتا NME است که یک باند فرود شن دارد و طول باند آن ۴۸۸ متر است. این فرودگاه در کشور ایالات متحده آمریکا قرار دارد و در ارتفاع ۱ متری از سطح دریا واقع شده است.